# Komsomolsk na Amuru
Komsomolsk na Amuru (ruski: Комсомо́льск-на-Аму́ре, kineski: 共青城, prijeslov: Gongqing Cheng)) je grad smješten u Habarovskom kraju u Dalekoistočnom saveznom okrugu u Rusiji, na lijevoj obali rijeke Amura. Nalazi se na Bajkalsko-Amurskoj pruzi, 356 km sjeveroistočno od Habarovska. 
Broj stanovnika: 281.035 (popis 2002.).
Ovo područje je izvorno bilo dio carske Kine, a pod rusku vlast je došlo nakon Aigunskog sporazuma 1858. Grad je osnovan 1932. kao industrijsko središte od strane Komsomola. 

## Vanjske poveznice
- ONC 1:1.000.000 zemljovid  Arhivirana inačica izvorne stranice od 27. rujna 2007. (Wayback Machine)
- TPC 1:500.000 zemljovid  Arhivirana inačica izvorne stranice od 27. rujna 2007. (Wayback Machine)
- Satelitska slika iz 1986.  Arhivirana inačica izvorne stranice od 30. rujna 2007. (Wayback Machine)